# Fottigué
Fottigué est une localité située dans le département de Bitou de la province du Boulgou dans la région Centre-Est au Burkina Faso.

## Démographie
Peuplé en majorité par les Bountoulgou, les Marané, les Zampaligré et quelques mossis (BAGAGNAN, KABORE, OUEDRAOGO...)
| 2003  | 2006  | 2012 |
| ----- | ----- | ---- |
| 2 698 | 1 461 | -    |

## Santé et éducation
Fottigué accueile un centre de santé et de promotion sociale (CSPS) tandis que le centre médical (CM) est à Bitou et le centre médical avec antenne chirurgicale (CMA) de la province se trouve à Tenkodogo.
Fottigué possède trois écoles primaires publiques (au centre de Fottigué, à Douré et à Ariyaogo).